# Delta Leporis
Delta Leporis (δ Leporis, δ Lep) è una stella della costellazione della Lepre. La sua magnitudine apparente è +3,81 e dista 114 anni luce dal sistema solare.

## Osservazione
Si tratta di una stella situata nell'emisfero celeste australe; grazie alla sua posizione non troppo meridionale, può essere osservata dalla gran parte delle regioni della Terra, sebbene gli osservatori dell'emisfero sud siano più avvantaggiati. Nei pressi dell'Antartide appare circumpolare, mentre resta sempre invisibile solo oltre il circolo polare artico. Essendo di magnitudine +3,72, la si può osservare anche dai piccoli centri urbani, sebbene un cielo non eccessivamente inquinato sia maggiormente indicato per la sua individuazione.
Il periodo più propizio per la sua osservazione nel cielo serale ricade nei mesi compresi fra dicembre e aprile.

## Caratteristiche fisiche
Delta Leporis è una stella subgigante di tipo spettrale K1IV, talvolta classificata come G8III/IV. Ha una temperatura effettiva di circa 4600 K ed è 46 volte più luminosa del Sole, mentre il raggio, ricavato dalla misura del diametro angolare pari a 2,63 mas, è quasi 10 volte più grande del raggio solare. Nonostante le sue dimensioni, è meno massiccia del Sole, con una massa di 0,94 masse solari. Si tratta di una stella piuttosto evoluta con un'età di 10.700 milioni di anni.
Delta Leporis ha una metallicità notevolmente inferiore a quello del Sole, con una relativa abbondanza di ferro di circa il 20% di quello della nostra stella. I livelli di altri elementi quali magnesio, alluminio, silicio e calcio non sono bassi come il ferro, ma sono comunque inferiori ai livelli solari.